# ماركوس براون (لاعب كرة قدم)
ماركوس براون (بالإنجليزية: Monty Brown)‏ (و. 1970  م) هو لاعب كرة قدم أمريكية، ومصارع محترف، من الولايات المتحدة، ولد في ساغيناو، يلعب كظهير ‏.

## التعليم
تعلم في Ferris State University ‏.

## وصلات خارجية
- ماركوس براون على موقع مرجع كرة القدم المحترفة.كوم (الإنجليزية)
- ماركوس براون على موقع JustSportsStats.com (الإنجليزية)
- ماركوس براون على موقع WrestlingData.com (الإنجليزية)
- ماركوس براون على موقع CageMatch worker (الإنجليزية)
- ماركوس براون على موقع قاعدة بيانات المصارعة على الإنترنت (الإنجليزية)
- ماركوس براون على موقع عالم المصارعة على الإنترنت (الإنجليزية)
- ماركوس براون على موقع عالم المصارعة على الإنترنت (الإنجليزية)
- ماركوس براون على موقع IMDb (الإنجليزية)
- ماركوس براون على موقع قاعدة بيانات الفيلم (الإنجليزية)